# Rhyacophila maritima
Rhyacophila maritima là một loài Trichoptera trong họ Rhyacophilidae. Chúng phân bố ở miền Cổ bắc.